# Che fai, rubi?
Che fai, rubi? (What's Up, Tiger Lily?) è un film del 1966 diretto da Woody Allen.
Si tratta del primo lungometraggio diretto da Allen che appare come attore per la seconda volta.
La pellicola è un rimontaggio del film giapponese Kokusai himitsu keisatsu: Kagi no Kagi, diretto da Senkichi Taniguchi e uscito nel 1965.
Si tratta di un esperimento cinematografico consistente nell'utilizzo di una pellicola con dialoghi e suoni interamente riadattati fino a creare una trama completamente diversa da quella originale. I dialoghi sono doppiati in inglese, del tutto reinventati in chiave comica e surreale dallo stesso Allen.
Il film risulta essere una sorta di parodia di una pellicola di James Bond.
Allen non utilizzò più questo sistema nelle sue produzioni cinematografiche successive, nonostante l'inaspettato successo di pubblico che il film ottenne.

## Trama
La storia del film originale si trasforma in una grottesca vicenda di spionaggio, per il possesso di una ricetta culinaria per un'insalata di uova di pollo.
Woody Allen appare a più riprese in compagnia del finto produttore esecutivo del film, commentando la nascita del progetto. In una scena ad alta tensione, i due irrompono nuovamente per una battuta fulminante, dove il produttore chiede all'altro se egli volesse dare delucidazioni sulla trama e quest'ultimo risponde semplicemente «No!».
Momento topico dove il protagonista riconosce sua madre tra le amanti del criminale di turno, scoprendo così come egli sia stato mantenuto, permettendogli gli studi.